# Anopheles guarao
Anopheles guarao este o specie de țânțari din genul Anopheles, descrisă de Anduze și Capedevielle în anul 1949.
Este endemică în Venezuela. Conform Catalogue of Life specia Anopheles guarao nu are subspecii cunoscute.